# 通济街道 (建瓯市)
通济街道，是中华人民共和国福建省南平市建瓯市下辖的一个街道办事处。

## 行政区划
通济街道下辖以下地区：
陶珠社区、南门社区、桥南社区、东溪村、南门村和三门村。